# Maartje Theadora
Die Maartje Theadora ist ein im Jahr 2000 gebauter, unter deutscher Flagge fahrender Frosttrawler. Ihr Heimathafen ist Rostock.

## Eigentümer
Die Maartje Theadora fährt für die Westbank Hochseefischerei GmbH mit Sitz in Sassnitz, eine Tochter des niederländischen Fischereikonzerns Parlevliet & Van der Plas B.V. mit Sitz in Katwijk. Heimathafen des Schiffes ist Rostock, die Maartje Theadora führt das Fischereikennzeichen ROS171.

## Technische Daten
Mit ihrer Länge von 140,80 m, ihrer Breite von 18,68 m und einer Verdrängung von 9436 tdw gilt sie als größtes Fischereischiff Europas, das in der Hochseefischerei tätig ist. Angetrieben wird die Maartje Theadora von drei MaK-Dieselmotoren vom Typ 9M32 mit jeweils 4320 kW bei maximal 600 Umdrehungen pro Minute. Diese ermöglichen eine Höchstgeschwindigkeit von rund 18 Knoten (33 km/h).

## Einsatz
Die Maartje Theadora ist ein sogenannter Frosttrawler, bei dem der Fang direkt unter Deck verarbeitet und in entsprechenden bordeigenen Kälteanlagen tiefgefroren wird. Sie wird primär in der pelagischen Fischerei, d. h. der Schwimmnetzfischerei, eingesetzt.
Der Besatzung der Maartje Theadora wurde von den Behörden verschiedener Staaten mehrfach Verstöße gegen gesetzliche Regelungen zum Fischfang vorgeworfen, unter anderem von Frankreich.